# Oliver Wolcott Gibbs
Oliver Wolcott Gibbs (Nova Iorque, 21 de fevereiro de 1822 — 9 de dezembro de 1908) foi um químico estadunidense.
É conhecido por ter executado a primeira análise eletrogravimétrica, i.é. as reduções de íons de cobre e níquel a seus respectivos metais.

## Biografia
Oliver Wolcott Gibbs nasceu em Nova Iorque, em 1822, filho de George e Laura Gibbs. Seu pai, o coronel George Gibbs, foi um mineralogista; o mineral gibbsita recebeu seu nome, e sua coleção foi comprada pelo Yale College. Oliver foi o irmão mais velho de Alfred Gibbs, que tornou-se general brigadeiro do Exército da União durante a Guerra de Secessão. Matriculado no Columbia College (atual Universidade Columbia) em 1837, Wolcott (ele suprimiu o nome "Oliver" anteriormente) graduou-se em 1841. Assistente de Robert Hare na Universidade da Pensilvânia por diversos meses, foi depois para o Columbia University College of Physicians and Surgeons, qualificando-se como doutor em medicina em 1845. Saindo dos Estados Unidos, Gibbs estudou na Alemanha com Karl Friedrich August Rammelsberg, Heinrich Rose e Justus von Liebig, e em Paris com Auguste Laurent, Jean-Baptiste Dumas e Henri Victor Regnault.
Retornou aos Estados Unidos em 1848, tornando-se no mesmo ano professor de química da Free Academy, atual City College of New York. Gibbs foi candidato a professor de ciências físicas na Universidade Columbia, mas sua inscrição foi rejeitada por ele ser unitarista.
Gibbs tornou-se professor Rumford da Universidade Harvard em 1863, onde permaneceu até retirar-se em 1887 como professor emeritus. Foi então para Newport (Rhode Island), onde trabalhou em torno de uma década em seu laboratório particular.
As pesquisas de Gibbs foram principalmente em química inorgânica e analítica, especialmente cobalto-aminas, metais platina e ácidos complexos. Publicou diversos artigos relacionados à espectroscopia e à medição de comprimentos de onda. Foi um excelente professor, que publicou muitos artigos em periódicos científicos.

## Reconhecimento
- Presidente da Academia Nacional de Ciências dos Estados Unidos (também membro fundador), 1895-1900.
- Presidente da Associação Americana para o Avanço da Ciência, 1897.
- Gibbs é lembrado no nome de alguns locais no Parque Nacional de Yosemite. O Monte Gibbs tem seu pico a 3 893 metros (12 773 pés) acima do nível do mar. O lago Gibbs está localizado a 2 905 m (9 530 pés) acima do nível do mar no cânion nordeste do pico.
- Gibbs é um dos poucos cientistas reconhecidos no Capitólio dos Estados Unidos. Uma pequena estátua sua está nas portas de bronze Amateis.[6]
- O Wolcott Gibbs Memorial Laboratory,[7] um prédio qua química, foi construído pela Universidade Harvard em 1911-1913 (demolido 2001-2002). William Lipscomb fez muito de suas pesquisas sobre a química do boro resultando no Nobel de Química no Gibbs Lab,[8] continuando trabalho iniciado na Universidade de Minnesota.